# Goražde
Goražde és una ciutat de l'est de Bòsnia i Hercegovina, a la vora del riu Drina, capital del Cantó de Podrinje Bosnià a la Federació de Bòsnia i Hercegovina.

## Localitats
El municipi de Goražde inclou les següents localitats:
- Ahmovići
- Bačci
- Bahovo
- Bakije
- Bare
- Bašabulići
- Batkovići
- Bezmilje
- Biljin
- Blagojevići
- Bogdanići
- Bogušići
- Borak Brdo
- Borova
- Borovići
- Bošanje
- Boškovići
- Brajlovići
- Bratiš
- Brekovi
- Brezje
- Brijeg
- Bučje
- Budići
- Butkovići
- Butkovići Ilovača
- Crvica
- Čitluk
- Čovčići
- Čurovi
- Ćatovići
- Ćehajići
- Deševa
- Donja Brda
- Donja Bukvica
- Donje Selo
- Donji Bogovići
- Dragolji
- Dragovići
- Dučići
- Džindići
- Džuha
- Đakovići
- Faočići
- Gaj
- Glamoč
- Gočela
- Gojčevići
- Goražde
- Gornja Brda
- Gornja Bukvica
- Gornji Bogovići
- Grabovik
- Gradac
- Gunjačići
- Gunjevići
- Gusići
- Guskovići
- Hadžići
- Hajradinovići
- Hladila
- Hrančići
- Hrid
- Hrušanj
- Hubjeri
- Ilino
- Ilovača
- Jabuka
- Jagodići
- Jarovići
- Kalac
- Kamen
- Kanlići
- Karauzovići
- Karovići
- Kazagići
- Knjevići
- Kodžaga Polje
- Kola
- Kolijevke
- Kolovarice
- Konjbaba
- Konjevići
- Kopači
- Kosače
- Kostenik
- Kovači
- Kraboriš
- Krašići
- Kreča
- Kučine
- Kušeši
- Kutješi
- Laleta
- Lukarice
- Ljeskovik
- Markovići
- Mašići
- Milanovići
- Mirvići
- Mirvići na Podhranjenu
- Morinac
- Mravi
- Mravinjac
- Mrkovi
- Nekopi
- Nevorići
- Novakovići
- Odžak
- Orahovice
- Oručevac
- Osanica
- Osječani
- Ostružno
- Ozrenovići
- Paraun
- Perjani
- Pijestina
- Pijevac
- Plesi
- Podhomara
- Podhranjenu
- Podkozara Donja
- Podkozara Gornja
- Podmeljine
- Poratak
- Potrkuša
- Pribjenovići
- Prisoje
- Prolaz
- Pršeši
- Radići
- Radijevići
- Radmilovići
- Radovovići
- Raškovići
- Ratkovići
- Rešetnica
- Ropovići
- Rosijevići
- Rusanj
- Sedlari
- Seoca
- Sijedac
- Skravnik
- Slatina
- Sofići
- Sopotnica
- Spahovići
- Surovi
- Šabanci
- Šašići
- Šehovići
- Šemihova
- Šovšići
- Šućurići
- Trebeševo
- Tupačići
- Uhotići
- Ustiprača
- Ušanovići
- Utješinovići
- Vitkovići
- Vlahovići
- Vlajčići
- Vraneši
- Vranići
- Vranpotok
- Vrbica
- Vremci
- Vučetići
- Zabus
- Zakalje
- Zapljevac
- Završje
- Zemegresi
- Zidine
- Zorlaci
- Zorovići
- Zubovići
- Zubovići u Oglečevi
- Zupčići
- Žigovi
- Žilići
- Žitovo
- Živojevići
- Žuželo